# Estadio Antônio Aquino Lopes
El Estadio Antônio Aquino Lopes más conocido por su apodo Florestão, es un estadio de usos múltiples ubicado en el barrio Floresta de la ciudad de Río Branco, capital del estado de Acre, en el oeste de Brasil. El estadio fue inaugurado en 2010 y posee una capacidad para 8 000 espectadores, es propiedad de la Federação de Futebol do Acre y su principal usuario es el Atlético Acreano, club que disputa el Campeonato Acreano y la Serie D del Campeonato Brasileño.
Otros clubes que utilizan el estadio son el Rio Branco Football Club, Associação Desportiva Vasco da Gama, Independência Futebol Clube y Gálvez Esporte Clube.

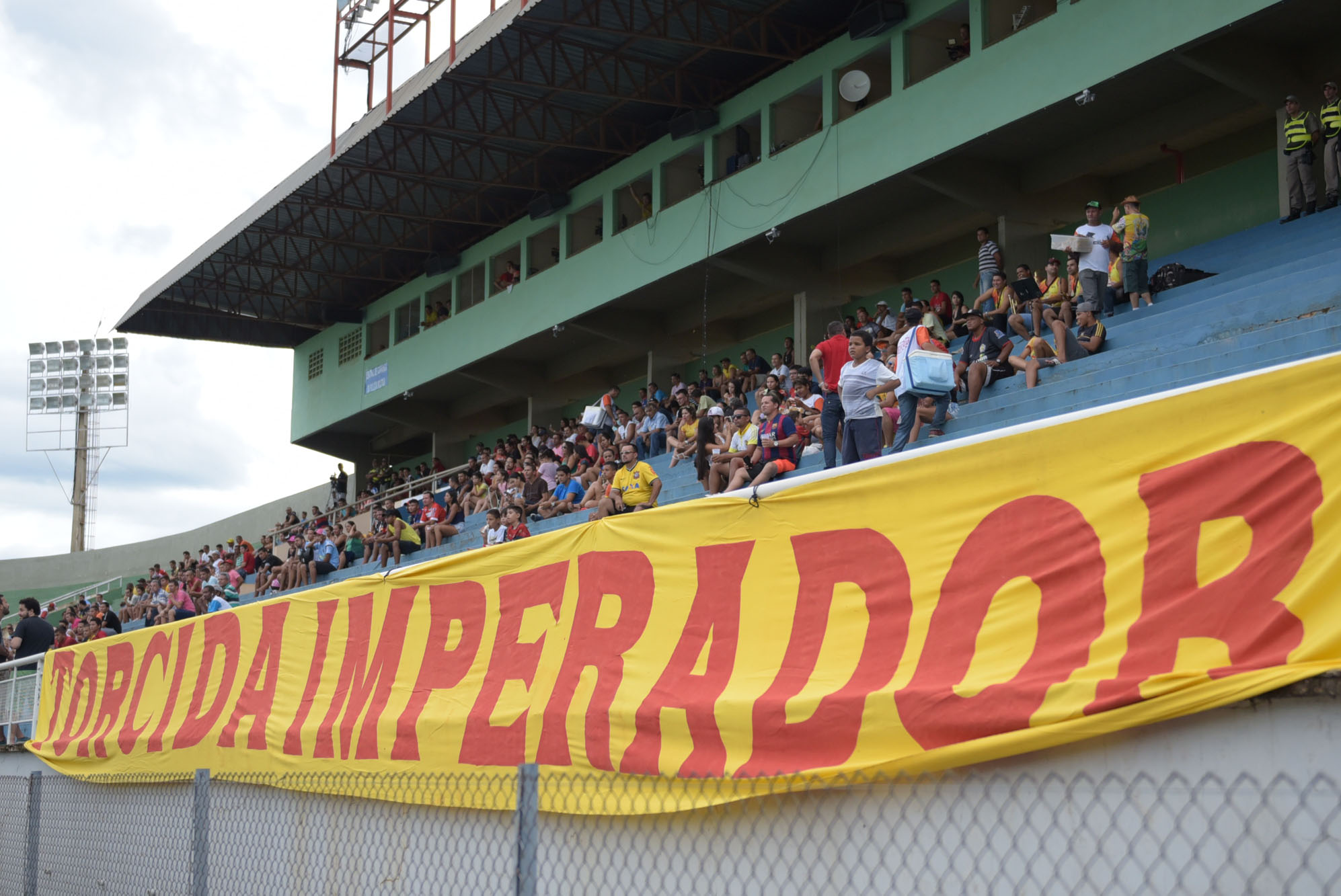